# Winfried Veelken
Winfried Veelken (* 1941) ist ein deutscher Jurist.

## Leben
Nach der Promotion 1974 in Bielefeld und der Habilitation 1986 an der Universität Hamburg war er wissenschaftlicher Referent am Max-Planck-Institut für ausländisches und internationales Privatrecht Hamburg. Von 1991 bis 2006 war er Inhaber des Lehrstuhls für Bürgerliches Recht, Handels- und Wirtschaftsrecht, Urheberrecht und gewerblichen Rechtsschutz, Internationales Privatrecht und Rechtsvergleichung in Erlangen. 
Seine Forschungsschwerpunkte sind deutsches und ausländisches, europäisches und internationales Wirtschaftsrecht.

## Schriften (Auswahl)
- Der Betriebsführungsvertrag im deutschen und amerikanischen Aktien- und Konzernrecht. Baden-Baden 1975, ISBN 3-7890-0118-X.
- Interessenabwägung im Wirtschaftskollisionsrecht. Baden-Baden 1988, ISBN 3-7890-1597-0.
- Zur Dogmatik der Gefahrtragung beim Werkvertrag. Baden-Baden 1989, ISBN 3-7890-1773-6.
- Normstrukturen der Industriepolitik. Eine vergleichende Untersuchung nach deutschem und französischem Wirtschaftsrecht. Baden-Baden 1991, ISBN 3-7890-1925-9.